# Романчук, Алла Ильинична
А́лла Ильи́нична Романчу́к, наст. имя Альбина Ильинична Романчук (род. 15 января 1942, Мариинск, Новосибирская область) — советский и российский историк, археолог, доктор исторических наук (1991), профессор, с 1996 года академик Академии гуманитарных наук, автор нескольких монографий и более 160 публикаций в реферируемых научных журналах, опубликованных как в России, так и за рубежом, в том числе в Западной Европе и США. Алла Ильинична Романчук принадлежит к Уральской школе византиноведения, является неоднократным участником византиноведческих конгрессов, конференций по христианской археологии и византийской керамике.

## Биография
Родилась в 1942 году в Мариинске (Кемеровская область). В 1962—1967 годах училась на историческом факультете Уральского государственного университета. В 1969—1999 (лично А. И. Романчук подписывала отчет как руководитель в 1993 г., далее это делал А. В. Лямин, а в 1999 г. отчет не был сдан, и в 2000 г. «открытый лист» был выдан на Д. В. Бугрова, в то время — декана исторического факультета УрГУ) являлась руководителем Крымской археологической экспедиции УрГУ, под её руководством экспедиция вела раскопки в Херсонесе Таврическом и его окрестностях.
В 1972 году после окончания аспирантуры под руководством профессора Михаила Яковлевича Сюзюмова защитила кандидатскую диссертацию «Византийский провинциальный город в период „тёмных веков“». В 1978 году получила учёное звание доцента по кафедре истории древнего мира и средних веков УрГУ им. А. М. Горького. Защитила докторскую диссертацию по теме «Топография византийского города как источник (на материалах византийского Херсона)» в 1991 году.
В 1991—2001 годах заведовала кафедрой археологии Уральского государственного университета. В 1992 году была утверждена в учёном звании профессора. Выступала с лекционными курсами перед студентами университетов Майнца и Лейпцига (Германия), аспирантами и бакалаврами Софийского университета (Болгария). В 1995 году являлась координатором проекта «Развитие византинистики и византийской городской археологии в Уральском университете» в рамках европейской программы «TEMPUS TACIS».
Лауреат Макариевской премии (2009 год).
В центре научных интересов А. И. Романчук лежат проблемы развития византийского провинциального города. На материалах раскопок Херсонеса А. И. Романчук показаны особенности формирования культурного слоя в многослойных памятниках, специфика развития византийского города в период «тёмных веков» (VII—IX вв.).
Принадлежит к числу ведущих представителей Уральской школы византиноведения.

## Список научных трудов

### Монографии
- Херсонес VI — первой половины IX в. — Свердловск, 1976. — 48 с.
- Херсонес XII—XIV вв.: Историческая топография. — Красноярск, 1986. — 194 с.
- Возрождение античного города: Очерк истории изучения. — Свердловск: Изд-во Уральского университета, 1991.
- Были и легенды Херсонеса. Симферополь, 1996.
- Человек и общества античности. — Екатеринбург: Изд-во Уральского университета, 1997. — С. 114.
- Очерки истории и археологии византийского Херсона. — Екатеринбург: Изд-во Уральского университета, 2000. — 390 с. ISBN 5-7996-0070-3
- Глазурованная посуда поздневизантийского Херсона. — Екатеринбург: Изд-во Уральского университета, 2003. — 454 с.
- Строительные материалы византийского Херсона. — Екатеринбург: Изд-во Уральского университета, 2004. — 238 с.
- Результаты применения разведочной аэрофотосъемки западной части городища Херсонеса Таврического в 2005 г.: науч. доклад/ А. И. Романчук, В. А. Филиппов. — Тюмень: Изд-во ТюмГУ, 2005. — 36 с.
- Исследования Херсонеса-Херсона. Раскопки. Гипотезы. Проблемы. Часть 2. Византийский город. Екатеринбург, 2007. — 664 с.

### Работы в соавторстве
- Романчук А. И., Сазанов А. В. Средневековый Херсон: Краснолаковая керамика ранневизантийского Херсона. — Свердловск: Изд-во Уральского университета, 1991. — 80 с.
- Романчук А. И., Сазанов А. В., Седикова Л. В. Амфоры из комплексов византийского Херсона. — Екатеринбург: Изд-во Уральского университета, 1995. — 170 с.
- Шандровская В. С., Романчук А. И. Введение в византийскую археологию и сфрагистику. Екатеринбург: Изд-во Уральского университета, 1995. — 110 с.